# Eriotheca discolor
Eriotheca discolor är en malvaväxtart som först beskrevs av Carl Sigismund Kunth, och fick sitt nu gällande namn av André Georges Marie Walter Albert Robyns. Eriotheca discolor ingår i släktet Eriotheca och familjen malvaväxter. Inga underarter finns listade i Catalogue of Life.